# あすをつげる鐘
『あすをつげる鐘』は1961年4月6日〜1963年3月28日にNHK総合で放送されていたテレビドラマ。NHK東京と名古屋放送局の共同制作。

## 概要
前番組『この光は消えず』同様、偉人伝を扱ったこども向けテレビドラマ。司会は杉裕之。
番組当初は1話完結だったが、1961年10月以降は複数回シリーズとなった。

## 放送時間
- 木曜18:00-18:30

## 作品一覧
| 作品名                                                  | 放送日        |
| ------------------------------------------------------- | ------------- |
| 星を見つめて ガリレオ・ガリレイ                         | 1961年4月6日  |
| わが道をゆく 福沢諭吉                                   | 1961年4月13日 |
| 房五郎と郵便 前島密伝                                   | 1961年4月20日 |
| 船出だ広い世界へ マーク・トゥエイン                     | 1961年4月27日 |
| 絵筆の人 上村松園                                       | 1961年5月18日 |
| 新聞の夜明け ジョセフ・ヒコ                             | 1961年5月25日 |
| 道ひとすじに 尾崎行雄                                   | 1961年6月1日  |
| 太平洋にかける橋 新島襄                                 | 1961年6月8日  |
| よみがえるローマ エドワード・ギボン                     | 1961年6月15日 |
| ゆらぐ大地に生きる 北海道壮瞥村の人々                   | 1961年6月22日 |
| 心に太陽を 本多光太郎                                   | 1961年6月29日 |
| 開国の先覚者朝雲のように 渡辺崋山                       | 1961年7月6日  |
| うたはわがいのち 山田耕筰                               | 1961年7月13日 |
| 灯よこの海を照らせ 岩松助左衛門                         | 1961年7月20日 |
| オリザニン誕生 鈴木梅太郎                               | 1961年7月27日 |
| ブラジル移住者の父 上塚周平                             | 1961年8月3日  |
| 家族会に生きる 遠き山に陽は落ちて 教育に生きた 市川治美 | 1961年8月10日 |
| 近代教育の父 ペスタロッチ                               | 1961年8月17日 |
| 水とたたかった薩摩藩士                                  | 1961年8月24日 |
| 穂高に生きる 今田重太郎                                 | 1961年8月31日 |
| 最初の理学博士 伊藤圭介                                 | 1961年9月7日  |
| 山の中の小さな学校 丹沢分教場を開いた人々               | 1961年9月14日 |
| イソップとお殿様                                        | 1961年9月21日 |
| 小塚原の蘭学者 前野良沢と同志たち                       | 1961年9月28日 |

| 作品名                  | 放送期間       | 放送期間       | 回数 |
| ----------------------- | -------------- | -------------- | ---- |
| 柔道の鬼 徳三宝         | 1961年10月5日  | 1961年11月16日 | 7回  |
| 一茶さん                | 1961年11月30日 | 1961年12月7日  | 2回  |
| 一休さん                | 1961年12月14日 | 1962年1月25日  | 7回  |
| 風雲児織田信長          | 1962年2月8日   | 1962年3月15日  | 6回  |
| 永遠の背番号 沢村栄治   | 1962年4月5日   | 1962年7月26日  | 17回 |
| 南海の日本人王 山田長政 | 1962年8月2日   | 1962年8月30日  | 5回  |
| 少年西郷隆盛            | 1962年9月6日   | 1962年10月25日 | 8回  |
| 木下藤吉郎              | 1962年11月1日  | 1962年11月29日 | 5回  |
| 少年福沢諭吉            | 1962年12月6日  | 1963年2月28日  | 12回 |
| 南極探検の先駆者 白瀬矗 | 1963年3月7日   | 1963年3月28日  | 3回  |